# قسم اسماعيلي الريفي (مقاطعة عنبر أباد)
قسم اسماعیلي الریفي (بالفارسية: دهستان اسماعیلی) هي منطقة سكنية تقع في إيران في كرمان. يقدر عدد سكانها بـ 11,745 نسمة .